# 天主教巴里-比通托总教区
天主教巴里-比通托总教区是罗马天主教在意大利南部普利亚大区设立的一个教区，巴里-比通托教省的中心。1986年，巴里总教区和比通托教区合并而成。